# Carminatia alvarezii
Carminatia alvarezii là một loài thực vật có hoa trong họ Cúc. Loài này được mô tả khoa học đầu tiên năm 1987.